# De förlorade musikanterna
De förlorade musikanterna (danska: De fortabte spillemænd) är en danskspråkig roman från 1950 av den färöiske författaren William Heinesen. Handlingen utspelar sig i Torshamn i början av 1900-talet och kretsar kring fem romantiska och äventyrslystna musiker. Romanen är upplagd som en symfoni i fyra satser. Den gavs ut på svenska 1966 i översättning av Jan Gehlin. Sveriges Radio sände romanen som följetong 1973 med Jan-Olof Strandberg som uppläsare.

## Mottagande
Jens Kruuse skrev i Jyllands-Posten: "Färöingen William Heinesens nya roman väcker stor glädje i vida kretsar. Det är därför med betänklighet som undertecknad anmälare meddelar att han har haft det största besvär med att läsa boken till slutet." Kruuse kallade boken "långsam, bred, konstlad och tråkig". Avslutningsvis menade han att det ändå är en bra bok, eftersom den har lyckats glädja många andra läsare.